# Romuald II
Romuald II  was van ca.705 tot 732 hertog van Benevento. Hij was de zoon van Gisulf I en was getrouwd met een dochter van koning Liutprand van de Longobarden, Guntberga of Gumperga. Volgens geschiedschrijver Paulus Diaconus regeerde hij 26 jaar.

## Context
Romuald II, vazal van de Longobarden, raakte in conflict met de Hertog van Napels, een vazal van het Byzantijnse Rijk, in verband met de havenstad Cumae. Paus Gregorius II kwam tussen beide en Romuald II bond in.
Romuald II had een zoon, Gisulf II, maar die was nog een kind toen hij stierf. Hij werd opgevolgd door usurpator Audelais.